# Ligue pour la protection des oiseaux
Pour les articles homonymes, voir LPO.

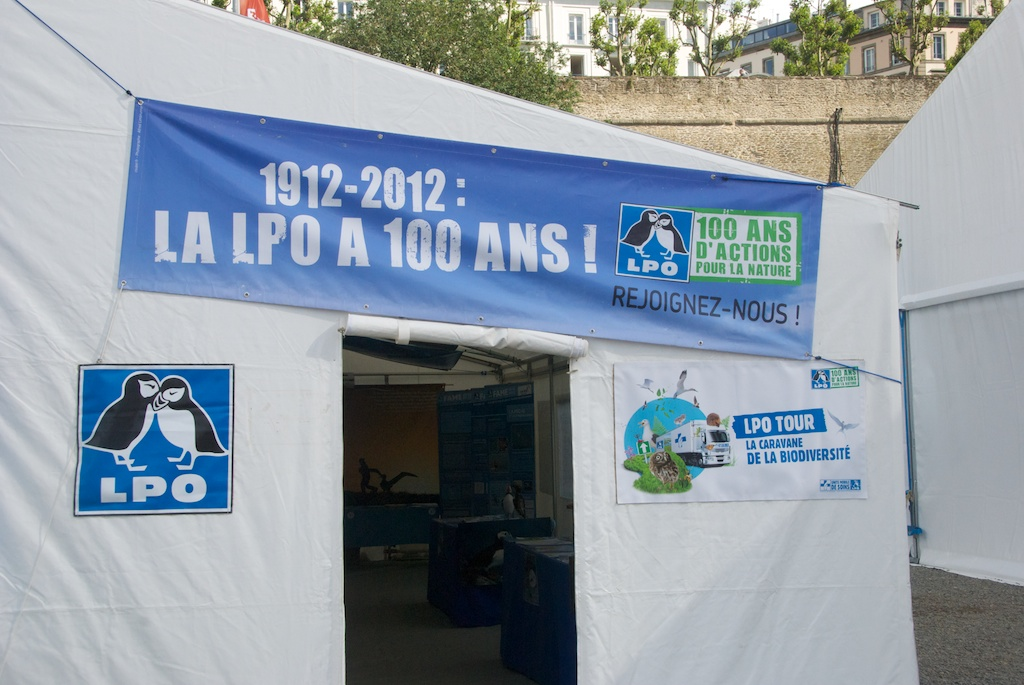
Des manifestations pour les 100 ans de l'association.

La Ligue pour la protection des oiseaux (LPO) est une association de protection de l'environnement française fondée en 1912. La LPO agit pour la biodiversité par la connaissance et la protection des espèces ; le développement et la préservation des espaces ; la sensibilisation et la mobilisation des citoyens ; l’accompagnement des entreprises et des collectivités.
L'association devient une association nationale reconnue d’utilité publique par décret du 3 juillet 1986, paru au Journal officiel du 9 juillet 1986. À ce titre, elle est habilitée à recevoir les dons, donations et legs. La LPO est le représentant officiel de BirdLife International en France depuis 1995.
La LPO administre sept centres de soins : Île-Grande (Côtes-d'Armor), Clermont-Ferrand (Puy-de-Dôme), Buoux (Vaucluse), Audenge (Gironde), Castres (Tarn), Rosenwiller (Bas-Rhin) et Villeveyrac (Hérault) à la faune sauvage et deux unités mobiles de soins, stationnées à La Rochelle, membres du réseau de l'Union française des centres de sauvegarde (UFCS).

## Historique
En 1898, des instituteurs fondent une première « ligue pour la protection des oiseaux ».
En 1908, Albert Chappellier, pendant un voyage dans l’archipel des Sept-Îles, constate le mauvais état de la colonie de macareux moines. À son retour il soumet l’idée de la création d’un espace protégé.
En 1912, le lieutenant Hémery dénonce le massacre des macareux moines par les chasseurs sur les côtes nord de la Bretagne, la Compagnie des chemins de fer de l'Ouest y organisant notamment des safaris. Selon l'historien Rémi Luglia, l'idée de vouer une sous-section de la Société d'acclimatation à la protection des oiseaux reviendrait à Albert Chappellier et plusieurs collègues de cette société, dont l'ornithologue Louis Magaud d'Aubusson,(1847-1917), reconnu communément comme le père fondateur de la LPO et de la réserve des Sept-Îles. Cette sous-section est désignée comme « Ligue française pour la protection des oiseaux ». C'est la naissance de la LPO. Conformément aux idées en vigueur dans la première moitié du XXe siècle, Louis Magaud d'Aubusson définit l'idée qu'elle porte : « l'utilité de l'oiseau contre l'insecte ». C'est la raison pour laquelle la LPO, comme la Société d'acclimatation « considère qu’il est nécessaire d’éduquer les populations agricoles et rurales afin de leur apprendre à ne plus détruire leurs auxiliaires ».
Cette naissance en janvier 1912 est basée sur la non-application de la loi de 1902 sur la protection des oiseaux utiles à l'agriculture décidée à Paris.[pas clair] Son premier président est Louis Magaud d'Aubusson. De ce même élan en septembre 1912 naît la réserve naturelle nationale des Sept-Îles, première réserve ornithologique de France (privée jusqu'en 1976).
En 1923, Louis Ternier (1861-1943) démissionne et Jean Delacour (1890-1985) accède à la direction de la LPO. Il fait entrer de nouveaux membres, dont des femmes. Ces dernières apportent une vision complémentaire de la protection des oiseaux, notamment dans la façon de les considérer et dans celle de les protéger. Alors qu’elles sont totalement absentes au XIXe siècle, l'une d'elles, Alexandrine Feuillée-Billot, se distingue en occupant la fonction de secrétaire de direction durant plus de 40 ans. Alexandrine Feuillée-Billot représente une synthèse des courants favorables à la protection des oiseaux dans l’entre-deux-guerres. En tant que naturaliste, elle appartient à plusieurs sociétés savantes et ses ouvrages sont salués par les ornithologues, ce qui est exceptionnel à cette époque.
En 1950, la Convention internationale pour la protection des oiseaux qui se tient à Paris, pose le principe général de la conservation des oiseaux, rompant avec le principe utilitaire de leur protection.
La gestion et le suivi de la réserve naturelle des Sept-Îles et la dénonciation du commerce des plumes d'oiseaux sont les principales missions de la LPO jusqu'en 1970. À cette époque, le concept de protection de la nature marque un tournant en s'orientant vers la protection des habitats et la qualité du milieu de vie des espèces.
La LPO prend un nouvel essor et s'oriente définitivement vers une dynamique d'activités scientifiques et de création de réserves naturelles. En 1977, la LPO compte 2 500 membres et fait partie des associations nationales de référence. Les années suivantes voient une augmentation continue du nombre d'actions de conservation et d'éducation à l'environnement. L'association devient une association nationale reconnue d’utilité publique par décret du 3 juillet 1986, paru au Journal officiel du 9 juillet 1986,. En 1990, la première délégation de la LPO voit le jour en Lorraine. Dès lors, la LPO va constituer un réseau national de délégations départementales et régionales, toutes régies par les statuts de la « LPO nationale ».
La LPO est insérée dans le baromètre de transparence des ONG dès la première édition en 2008. Elle figure dans le registre de transparence de l'Union européenne depuis 2014.
En 2012, dans le cadre de son centenaire, la LPO organise en France le premier festival Birdfair (en) d'observation ornithologique à Paimbœuf, par analogie avec la British Birdwatching Fair.
Le 2 novembre 2016, la LPO se dote d'un comité scientifique et technique. Le président du comité est Patrick Grillas, également directeur d'un institut de recherche situé en Camargue,.
En 2018, la LPO est habilitée à être désignée pour prendre part au débat sur l'environnement se déroulant dans le cadre des instances consultatives nationales.
En 2019, la LPO franchit la barre des 50 000 membres.
Son logo représente deux macareux moines, en référence à la première action qu'elle a menée et qui a engendré la création de l'association en 1912.
La LPO est représentée sur la quasi-totalité du territoire national par l'intermédiaire d'associations locales, de groupes et de relais. Ce réseau agit pour faire progresser la connaissance et la conservation de l'avifaune et de la biodiversité.

## Présidents et directeurs
- Présidents[19] :

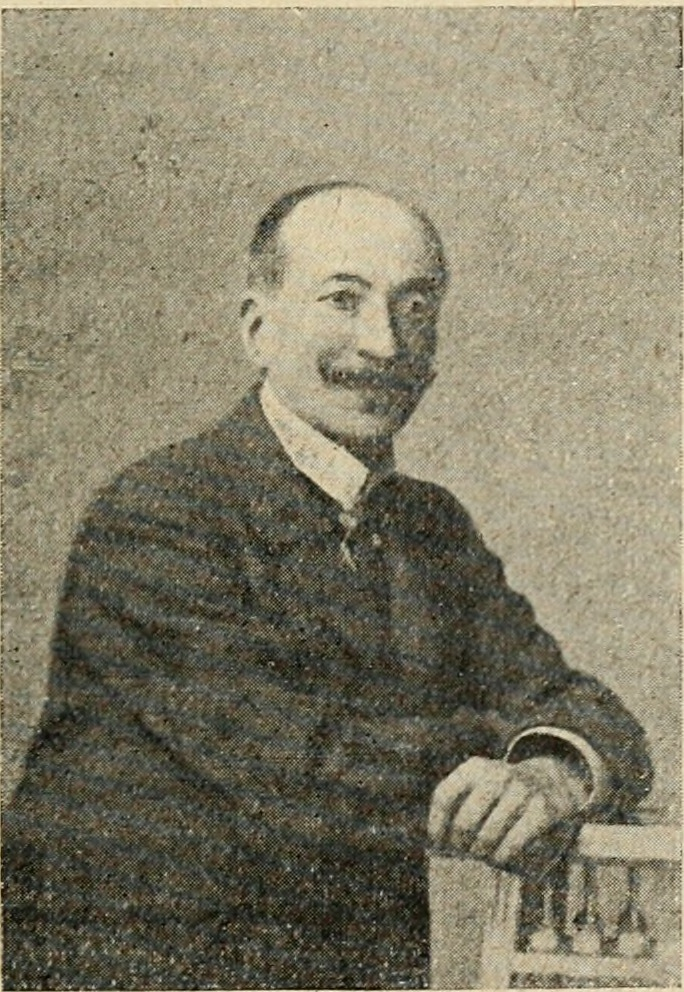
Louis Magaud d'Aubusson, le premier président de la LPO.

  - 1912 à 1917 : Louis Magaud d'Aubusson (1847-1917) ;
  - 1919 à 1921 : Louis Ternier  (d) (1861-1943) ;
  - 1921 à 1976 : Jean Delacour (1890-1985) ;
  - 1976 à 1978 : Colonel Philippe Milon (1908-1992) ;
  - 1978 à 1986 : Antoine Reille (1942-), il reste président d'honneur national[20] ;
  - depuis 1986 : Allain Bougrain-Dubourg (1948-).

- Directeurs généraux :
  - 1977 à 2014 : Michel Métais, 1er directeur général ;
  - 2014 à 2022 : Yves Verilhac[21] ;
  - de 2022 à juillet 2023 : Matthieu Orphelin[22],[23];
  - depuis janvier 2024 : Olivier Denoue, Vanessa Lorioux et Cédric Marteau [24],[25]

## Développement du réseau
La LPO est composée de différentes structures défendant des intérêts communs et poursuivant une politique concertée. Le réseau LPO est ainsi constitué de la LPO France et d'associations locales réparties sur l'ensemble du territoire national et mobilisées pour la protection de la biodiversité. Ce réseau s'est constitué progressivement au cours des trente dernières années par la création ou l'accueil de nouvelles structures, suivant la volonté d'adhérents et de bénévoles souhaitant mener des actions en faveur de la protection de la biodiversité dans des départements où aucune représentation LPO n'existait.

### Associations locales
Une association locale LPO est une association de protection de la nature, régie par la loi de 1901, ayant passé une convention avec la LPO, notamment pour sa représentation locale, et dénommée association locale LPO suivi de la zone géographique concernée (région ou département). La convention passée précise les engagements des deux associations l'une envers l'autre : défense d'un objet statutaire identique (protection de la biodiversité) et mise en commun des membres notamment. Une association locale LPO est une personne morale indépendante de la LPO France, autonome juridiquement et financièrement.
- LPO Alsace
- LPO Anjou
- LPO Aquitaine
- LPO Auvergne-Rhône-Alpes
- LPO Bourgogne-Franche-Comté
- LPO Bretagne
- LPO Champagne-Ardenne
- LPO Île-de-France
- LPO Limousin
- LPO Loire-Atlantique
- LPO Meurthe-et-Moselle
- LPO Meuse
- LPO Moselle
- LPO Nord
- LPO Normandie
- LPO Occitanie
- LPO Pas-de-Calais
- LPO Poitou-Charentes
- LPO Provence-Alpes-Côte d'Azur
- LPO Sarthe
- LPO Vendée

## Intervention et communication

### Accompagnement de structures
La LPO est en liaison d'accords de partenariats avec des acteurs publics (État français, Union européenne, régions…), privés (entreprises…) et d’autres associations de protection de la nature. La diversité de ces partenariats lui permet de mener un large champ d’actions en faveur de la biodiversité.
La LPO est engagée pour la mise en œuvre de la préservation d'animaux dans les plans nationaux d’actions (PNA) en faveur des espèces menacées d’extinction,. Elle participe aux appels à projets du programme européen LIFE,,, comme pour la protection du Vison d'Europe en Poitou-Charentes.
L’association interagit dans des programmes de gestion des espaces naturels, aussi bien terrestres que côtiers avec le concours du réseau Natura 2000, par exemple.
« Des Terres et des Ailes » est un programme lancé par la LPO et soutenu par les chambres d’agriculture en France, dont l’objectif est de réintégrer la nature dans les campagnes et les exploitations agricoles avec des actions définies.
Avec le programme intitulé « Nature en ville », la LPO agit aux côtés de professionnels du développement urbain dans la conception d'Écoquartiers. Elle propose des inventaires faune-flore, des conseils d’aménagement et de gestion, ou la mise en place de refuges pour optimiser tout espace à l’accueil de la biodiversité,.

### Sensibilisation et mobilisation citoyenne

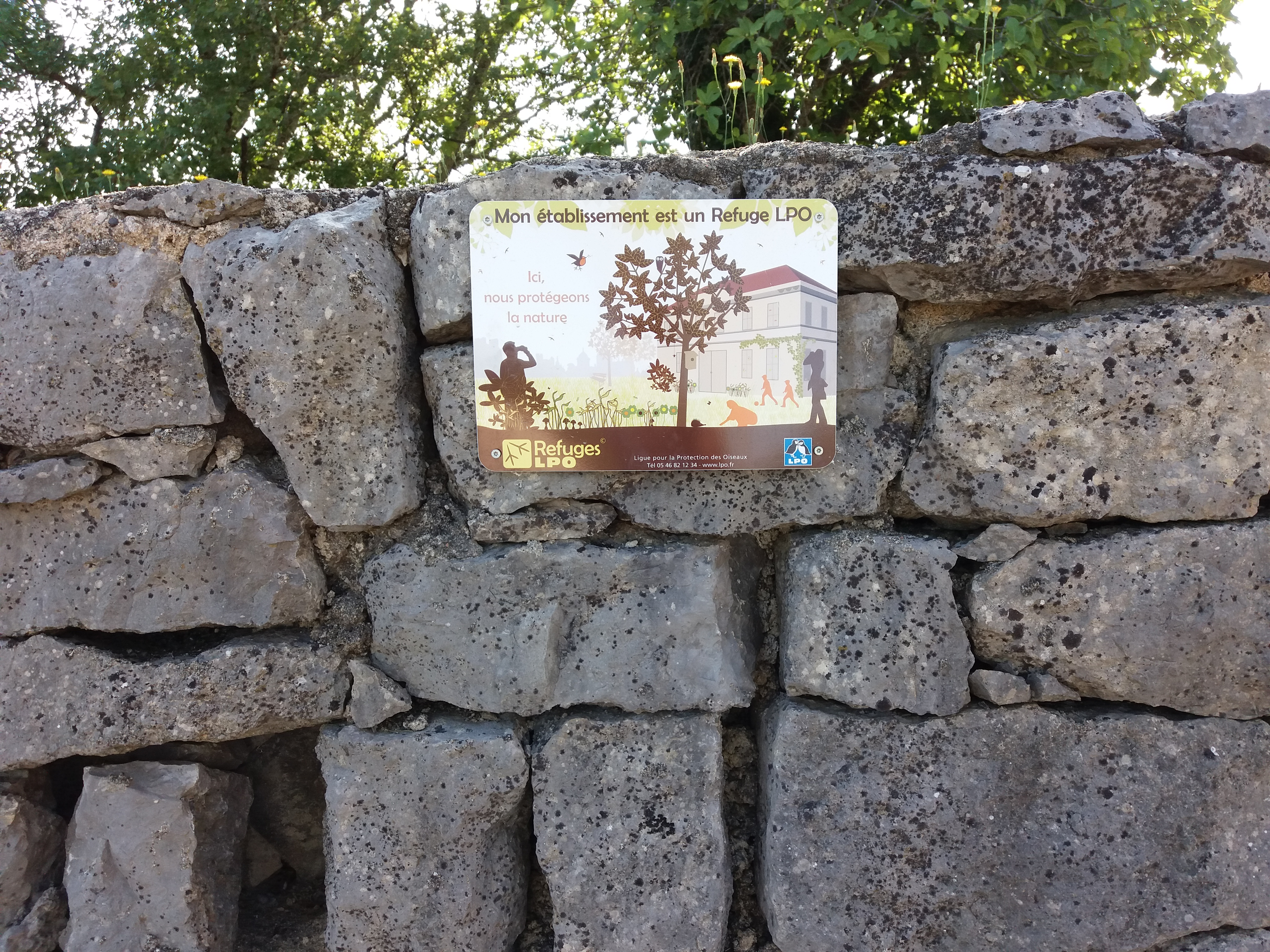
Le refuge LPO des Jardins suspendus du Recatadou, à Labeaume.

L’association propose différents niveaux d’engagement : l’adhésion, les dons et un éventail d’actions bénévoles, dont le recensement sur le terrain, les chantiers nature, des animations d’évènementiels et/ou des aides dans les centres de soins…
Le programme Refuges LPO, lancé en 1921, propose aux particuliers, aux entreprises, aux collectivités et aux établissements publics d’agir concrètement en faveur de la biodiversité. Un Refuge LPO est un terrain public (espace vert, parc communal) ou privé (jardin, cour, terrasse, balcon…) sur lequel le propriétaire s’engage à préserver et protéger la nature au sens large : la faune et la flore sauvages, le sol, l’environnement. Lors de son centenaire en 2021, le programme Refuges LPO comptait plus de 40000 membres en France, représentant une surface supérieure à 50000 hectares d'espaces préservés.
La LPO publie trois séries de revues destinées à un large public. Créé en 1985, la lecture de « L'Oiseau Mag » est destiné aux adultes, tandis que son homologue « L’Oiseau Mag Junior » est rédigé pour un public plus jeune,. Depuis 1998, « L'Oiseau Mag » inclut un numéro hors-série annuel consacré exclusivement aux rapaces. La revue scientifique « Ornithos » propose un catalogue d’études ornithologiques.
Depuis 2006, la LPO décerne annuellement un « Macareux d'Or » à des personnalités qui se sont particulièrement distinguées en faveur de la biodiversité et de la protection des oiseaux.
Porté par la LPO France depuis le 1er juillet 2017, Visionature est un programme de sciences participatives dans lequel une cinquantaine d’associations naturalistes se sont unies pour la mutualisation d’informations et la protection de la biodiversité,. Le portail naturaliste Faune-France du programme permet de saisir ses observations vers une base de données dont les contenus et droits de reproduction sont la propriété de l'association,.
En 2018, la LPO a lancé le « MOOC Ornitho » un programme de formation en ligne ouverte à tous consacré à l’ornithologie et développé en partenariat avec l’association belge de protection de la nature « Natagora ».
Tout au long de l’année, la LPO propose une multitude de sorties et de séjours nature, en France et à l’étranger, dont le but est de faire découvrir la nature.

## Publications
- 1912-1925 : Bulletin de la Ligue française pour la protection des oiseaux.
- 1926-1940 : Bulletin de la Fédération des groupements français pour la protection des oiseaux  (ISSN 1162-4663).
- 1947-1958 : Le Journal des oiseaux : organe des sociétés sérinophiles et de tous les amateurs et éleveurs d'oiseaux de volière, de chasse et de basse-cour : organe d'action internationale pour la protection des insectivores utiles à l'agriculture, des sociétés sérinophiles et de tous les amateurs et éleveurs d'oiseaux de volière, de chasse et de basse-cour (suite partielle de la publication précédente).
- 1958-1961 : La Revue des oiseaux : revue de la Ligue française pour la protection des oiseaux  (ISSN 1162-4698).
- 1961-1964 : La Nouvelle revue des oiseaux : organe officiel de la Ligue française pour la protection des oiseaux  (ISSN 1162-4701).
- 1964-1969 : Le Journal des oiseaux  (ISSN 0181-8902).
- 1965-1967 : L'Homme et l'Oiseau  (ISSN 0374-809X) — Cette revue fusionne alors avec Le Courrier de la Nature et est éditée par la Société nationale de protection de la nature sous le titre de Le Courrier de la Nature, l'Homme et l'oiseau avant de devenir en 1977 Le Courrier de la Nature.
- depuis 1985 : L'Oiseau magazine : revue nature de la Ligue pour la protection des oiseaux  (ISSN 0297-5785). Trimestrielle.
- depuis 1994 : Ornithos : revue d'ornithologie de terrain  (ISSN 1254-2962). Bimestrielle.
- depuis 2009 : L'Oiseau magazine junior : la revue nature LPO pour les 7-12 ans  (ISSN 2109-1447) . Trimestrielle.

### Conférence
- Rémi Luglia et Valérie Chansigaud, La protection des oiseaux (1880–1930). Les relations complexes entre scientifiques, amateurs et citoyens, Université du Maine, 7 juin 2013